# Futbolista del año en Surinam
El título de Futbolista surinamés del año (Voetballer van het Jaar) se otorga en Surinam desde 1964. El premio se determina mediante una encuesta de periodistas deportivos de Surinam como miembros del VSJS (Vereniging van Sportjournalisten en Surinam) establecido en 2014, en sustitución del SOC (Comité Olímpico de Surinam) que determinó los ganadores en los años anteriores.

## Futbolista surinamés del año
| Futbolista surinamés del año    | Futbolista surinamés del año                                      | Futbolista surinamés del año |
| Año                             | Jugador                                                           | Club                         |
| ------------------------------- | ----------------------------------------------------------------- | ---------------------------- |
| 1964                            | Siegfried Haltman                                                 | Robinhood                    |
| 1965                            | Armand Sahadewsing                                                | Transvaal                    |
| 1966                            | Frits Purperhart                                                  | Leo Victor                   |
| 1967                            | Frits Purperhart                                                  | Leo Victor                   |
| 1968                            | Edwin Schal                                                       | Transvaal                    |
| 1969                            | No otorgado                                                       | No otorgado                  |
| 1970                            | Remie Olmberg                                                     | Robinhood                    |
| 1971                            | Arnold Zebeda                                                     | Robinhood                    |
| 1972                            | Edwin Schal                                                       | Transvaal                    |
| 1973                            | Theo Klein                                                        | Transvaal                    |
| 1974                            | Rinaldo Entingh                                                   | Robinhood                    |
| 1975                            | Henry Playfair                                                    | Voorwaarts                   |
| 1976                            | Wilfred Garden                                                    | Robinhood                    |
| 1977                            | Remie Olmberg                                                     | Robinhood                    |
| 1978                            | Frank Borgia                                                      | Leo Victor                   |
| 1979                            | Wilfred Garden                                                    | Robinhood                    |
| 1980                            | Kenneth Stjeward                                                  | Robinhood                    |
| 1981                            | Carlo Monpellier                                                  | Transvaal                    |
| 1982                            | No otorgado                                                       | No otorgado                  |
| 1983                            | Rinaldo Entingh                                                   | Robinhood                    |
| 1984                            | Ludwig Simpson                                                    | Transvaal                    |
| 1985                            | No otorgado                                                       | No otorgado                  |
| 1986                            | Regilio Doest                                                     | Transvaal                    |
| 1987-1989                       | No otorgado                                                       | No otorgado                  |
| 1990                            | Ricardo Winter                                                    | Robinhood                    |
| 1991                            | Ronald Kolf                                                       | Robinhood                    |
| 1992                            | Leo Koswal, Sr.                                                   | Robinhood                    |
| 1993                            | Leo Koswal, Sr.                                                   | Robinhood                    |
| 1994                            | Leo Koswal, Sr.                                                   | Robinhood                    |
| 1995                            | Leo Koswal, Sr.                                                   | Robinhood                    |
| 1996                            | Leo Koswal, Sr.                                                   | Robinhood                    |
| 1997                            | Leo Koswal, Sr.                                                   | Robinhood                    |
| 1998                            | Leo Koswal, Sr.                                                   | Robinhood                    |
| 1999                            | Orlando Grootfaam                                                 | Robinhood                    |
| 2000                            | Roché Emanuelson                                                  | Transvaal                    |
| 2001                            | Lupson Rinaldo                                                    | Walking Boyz Company         |
| 2002                            | Patrick Zinhagel                                                  | Transvaal                    |
| 2003                            | Harold Blokland                                                   | Robinhood                    |
| 2004                            | Claudio Pinas                                                     | Walking Boyz Company         |
| 2005                            | Clifton Sandvliet                                                 | Walking Boyz Company         |
| 2006                            | Daniël Eduardo Ramadhin Clifton Sandvliet                         | Walking Boyz Company         |
| 2007                            | Daniël Eduardo Ramadhin                                           | Walking Boyz Company         |
| 2008-2013                       | No otorgado                                                       | No otorgado                  |
| 2014                            | Obrendo Huiswoud                                                  | Inter Moengotapoe            |
| Deportistas surinameses del año |                                                                   |                              |
| 2015                            | Gregory Pokie Andaya Landveld                                     |                              |
| 2016                            | Dimitrie Apai Monica Weegman                                      |                              |
| 2017                            | Dimitrie Apai Monica Weegman Miguel Shepper Cady Chin See Chong   |                              |
| 2018                            | Ivenzo Comvalius Xamaira Stoutenburg Bryan Elshot Orfea Riley     |                              |
| 2019                            | Gleofilo Vlijter Orthea Riley Shaquille Cairo Cady Chin See Chong |                              |
| 2020                            | No otorgado                                                       | No otorgado                  |

## Bota de oro surinamesa
| Bota de oro surinamesa | Bota de oro surinamesa  | Bota de oro surinamesa |
| Año                    | Jugador                 | Club                   |
| ---------------------- | ----------------------- | ---------------------- |
| 1999                   | Clifton Sandvliet       | SNL                    |
| 2000                   | Daniël Eduardo Ramadhin |                        |
| 2001                   | Clifton Sandvliet       | SNL                    |
| 2002                   | Clifton Sandvliet       | SNL                    |
| 2003                   | Clifton Sandvliet       | SNL                    |
| 2004                   | Clifton Sandvliet       | Transvaal              |
| 2005                   | Clifton Sandvliet       | Walking Boyz Company   |
| 2006                   | Clifton Sandvliet       | Walking Boyz Company   |
| 2007                   | Daniël Eduardo Ramadhin | Walking Boyz Company   |
| 2008-2013              |                         |                        |
| 2014                   | Sorencio Juliaans       | Transvaal              |

## Futbolista surinamés del siglo
| Futbolista surinamés del siglo | Futbolista surinamés del siglo |
| Año                            | Jugador                        |
| ------------------------------ | ------------------------------ |
| 1999                           | Humphrey Mijnals               |